# The Conduit
The Conduit est un jeu vidéo de tir à la première personne futuriste dont le développeur est High Voltage Software (abrégé aussi HVS). Le titre est sorti le 23 juin aux États-Unis, le 10 juillet 2009 en Europe et le 16 juillet 2009 en Australie, exclusivement sur Wii.
L’histoire se concentre sur une invasion extra-terrestre sur Washington D.C dans un proche avenir. La race étrangère utilise les Conduits, qui sont des dispositifs semblables à des portails pour déployer leurs forces partout dans la ville. Une organisation appelée Trust envoie Michael Ford, un ancien agent du Secret Service, dans le secteur pour découvrir les raisons de l'attaque.
Il a pour suite Conduit 2.

## Synopsis
Dans un futur proche, Washington D.C. est le théâtre d'événements étranges, qui créent des tensions aux niveaux local et national. John Adams, le leader énigmatique d'une organisation secrète connue sous le nom de Trust (ou Cartel), comprend que la capitale a été attaquée par une race alien nommée Drudge (ou Vermines). Un ancien agent des services secrets, répondant au nom de Michael Ford, est recruté pour identifier l'origine des attaques.

## Système de jeu
Le gameplay de The Conduit reprend celui d'autres jeux de tir à la première personne Wii comme Metroid Prime 3: Corruption, Medal of Honor: Heroes 2 ou encore Call of Duty : World at War. Le joueur vise et tire avec la Wiimote et déplace son personnage avec le Nunchuk. Le jeu permet au joueur d'avoir en main diverses armes et instruments d'origine extraterrestre. Les développeurs se sont aussi inspirés de jeux comme Goldeneye 007 et de la série Halo: Combat Evolved. Il est à noter que les commandes sont entièrement customisables.
Le multijoueur dans The Conduit dispose de treize modes de jeu compétitifs pour le jeu en ligne, y compris Deathmatch, Team Deathmatch, Capture the flag et un mode inédit : le RugbŒil. Ce dernier mode consiste en une sorte de Capture the flag amélioré : Les joueurs commencent la partie et doivent trouver l'Œil (qui n'est autre que l'A.S.E du mode solo) Le joueur possédant l'Œil ne peut alors plus se défendre qu'avec son attaque de corps à corps et en lançant des grenades. Il doit donc survivre le plus longtemps avec, jusqu'à se faire tuer et qu'un autre joueur le prenne. Le joueur ayant gardé le plus longtemps l'Œil gagne la partie. Le multijoueur en ligne est capable de soutenir jusqu'à 12 joueurs simultanément. En cherchant un match en ligne, le joueur peut choisir des listes de lecture avec des joueurs aléatoirement choisis localement ou dans le monde entier, ou avec les joueurs qui ont échangé des codes d'ami. Les cartes pour le multijoueur sont prises d'endroits vus dans la campagne, mais ont été repensées pour mieux convenir aux modes du  multijoueur différents.
The Conduit est compatible avec le Wii Speak, pour pouvoir discuter avec ses adversaires lors de matches en ligne, mais le Wii MotionPlus n'est pas pris en charge, ce qui ne sera pas le cas de sa suite, The Conduit 2.

## Développement
The Conduit a été d'abord révélé par IGN le 17 avril 2008. Le 29 octobre 2008, le développeur a annoncé que Sega avait signé pour être l'éditeur officiel du jeu. Le développement de The Conduit a commencé en octobre 2007 et a été finalisé le 12 juin 2009. Le jeu se sert du moteur graphique Quantum3, un moteur de jeu conçu par High Voltage Software spécifiquement pour la Wii.
Durant son développement, High Voltage Software a maintes fois mis en avant son jeu que ce soit au niveau du gameplay ou des graphismes. The Conduit fut donc suivi pendant de longs mois par une grande communauté de joueurs sur Wii, heureux de voir un projet ambitieux sur la console de Nintendo.
Le jeu, développé avec le moteur graphique Quantum3 affiche des graphismes très réussis pour la console. Les développeurs de High Voltage Software en parlent comme le plus beau jeu de la Wii en raison du mapping environnemental dynamique, du rendu interactif de l'eau avec reflets en temps réel et de plusieurs effets de texture. Le moteur graphique permet aux effets comme le bump mapping, la réflexion (le reflet), la réfraction et la brillance (glose) et la configuration de détails d'être mis en œuvre dans le jeu.

## Accueil

### Critiques
The Conduit a créé de nombreuses divergences chez les médias ; certains en font l'éloge, d'autres le contestent, notamment à cause des ambitions considérées parfois comme trop élevées qu'affichait le jeu, qui étaient d'être le meilleur FPS de la console, ainsi que celui affichant les meilleurs graphismes. Pour beaucoup, ces promesses ne sont pas remplies et les notes reflètent ces déceptions. Mais les autres y voient un jeu de tir de très bonne facture, malgré les promesses non tenues. Ainsi les notes des différents magazines sont extrêmement contrastées, allant de "moyen" à "très bon", sans jamais descendre sous la moyenne :
| Média                          | Note   |
| ------------------------------ | ------ |
| IGN                            | 8.6/10 |
| Nintendo Official Magazine     | 76 %   |
| Consoles +                     | 14/20  |
| Joypad                         | 12/20  |
| Nintendo, le magazine officiel | 13/20  |

### Récompenses
The Conduit a été plusieurs fois récompensé à l'occasion de salons comme l'E3, et par plusieurs magazines comme IGN ou Joypad ; titres que Sega n'a pas hésité à mettre en avant lors de ses campagnes de publicité. Voici les distinctions qu'a reçues le titre :
- IGN Editor's choice Awards
- IGN Wii Game of E3 2008
- IGN Best Shooter Game
- IGN Best Graphics Technology
- IGN Special Achievement of Innovation - Runner-Up
- Edge's Top 20 Games of E3 2008
- GamePro's Top 21 Wii Games to Drool Over
- GameTrailers Wii Game of E3 2008